# 16946 Farnham
16946 Farnham è un asteroide della fascia principale. Scoperto nel 1998, presenta un'orbita caratterizzata da un semiasse maggiore pari a 2,3843941 UA e da un'eccentricità di 0,1433649, inclinata di 6,59483° rispetto all'eclittica.